# مارتین میهان
مارتین میهان (Martin Meehan) (۱۹۴۵ – ۳ نوامبر ۲۰۰۷)، سیاست‌مدار حزب شین فین و داوطلب سابق ارتش موقت جمهوری‌خواه ایرلند (IRA) بود. او نخستین فردی بود که به دلیل عضویت در ارتش موقت جمهوری‌خواه ایرلند محکوم شد و در جریان تنش‌های این کشور، ۱۸ سال را در زندان سپری کرد.

## پس‌زمینه و فعالیت اولیه در IRA
میهان در سال ۱۹۴۵ در منطقه آردوین بلفاست، ایرلند شمالی به دنیا آمد. پدرش در دهه ۱۹۴۰ به دلیل فعالیت در ارتش جمهوری‌خواه ایرلند زندانی شد، ولی یکی از پدربزرگ‌هایش در نبرد سم (Battle of the Somme) در جنگ جهانی اول در ارتش بریتانیا کشته شد. میهان به عمر ۱۵ سالگی مدرسه را ترک کرد و در لنگرگاه شهر بلفاست آغاز به کار نمود و در ۱۹۶۶ به عضویت ارتش جمهوری‌خواه ایرلند درآمد.
او توسط بیلی مک‌میلین سوگند یاد کرد و پیوستنش را در این سازمان به عنوان «یک مناسبت بزرگ، مانند پیوستن به مقام کشیش» توصیف کرد. او پس از اینکه یکی از اعضای پلیس سلطنتی اولستر را در جریان راه‌پیمایی حقوق مدنی در دری مورد حمله قرار داد، برای نخستین بار دستگیر شد. مک‌میلین در جریان شورش‌های اوت ۱۹۶۹ در شهر بلفاست، یکی از معدود اعضای ارتش جمهوری‌خواه ایرلند بود که کوشید از مناطق کاتولیک‌نشین در برابر حملات وفادارماندگان اولستر (Ulster loyalists) دفاع کند. او در نتیجه شکست سازمان در راستای حفاظت لازم از مناطق کاتولیک نشین استعفاء داد. میهان در ۲۲ اوت ۱۹۶۹ به‌خاطر رفتارهای آشوب‌گرایانه‌اش دستگیر شد و قبل از زندانی شدن شدیداً مورد ضرب و شتم قرار گرفت. این ضرب و شتم به حدی شدید بود که بر او آخرین مناسک (last rites) را برگزار نمودند؛ در نخستین مراسم از چهار مراسم‌اش آخرین مناسک را انجام دادند. او پس از سپری کردن دو ماه در زندان آزاد شد. پس از آزادی، بیلی مک‌کی او را بازنشسته کرد تا دوباره به ارتش جمهوری‌خواه ایرلند بپیوندد. میهان پس از کناره‌گیری از ارتش رسمی جمهوری‌خواه ایرلند در ژانویه ۱۹۷۰ به ارتش موقت جمهوری‌خواه ایرلند پیوست. او در اواسط ۱۹۷۰ یکی از رهبران ارشد ارتش جمهوری‌خواه ایرلند در منطقه آردوین شد. پس از برگزاری تظاهرات از سوی «سفارش نارنجی» (Orange Order) شورش در ۲۷ ژوئن ۱۹۷۰ در سراسر بلفاست شعله‌ور شد و درگیری مسلحانه در منطقه آردوین آغاز گردید. میهان گفت:
سه نفر از وفادارماندگان (loyalists) به ضرب گلوله کشته شدند و ۱۵ نفر دیگر جراحت برداشتند. ۳ یا ۴ ملی‌گرا هم زخمی شدند… [پس از تیراندازی] تمام درها در شهر آدروین باز بودند. ارتش جمهوری‌خواه ایرلند بدون تردید، آنچه راکه می‌گفتند انجام می‌دادند. تاریخ -۲۷ ژوئن ۱۹۷۰- برای آن‌ها مهم‌تر از هرچیزی دیگری بود. در نتیجه، طیف وسیعی از ملی‌گراها در حقیقت آنچه را که ارتش جمهوری‌خواه ایرلند انجام می‌دادند، حمایت می‌کردند. هر فردی، چه زن و چه مرد و چه کودک بیرون برآمدند و ما را به هر نحو ممکن حمایت کردند. من هرگز چنین حمایتی را در زندگی‌ام ندیدم. این واقعه باور نکردنی بود.
میهان به‌خاطر قتل سربازان اسکاتلندی در سال ۱۹۷۱ تحت تحقیق قرار گرفت ولی هرگز متهم نشد. در ۶ هفته پس از آغاز عملیات دیمتریوس (Operation Demetrius) در اوت ۱۹۷۱، ۶ سرباز هنگ گرین هواردز از سوی ارتش جمهوری‌خواه ایرلند در شمال بلفاست کشته شدند. پس از این واقعه، میهان یکی از افراد مهم تحت تعقیب اعضای ارتش جمهوری‌خواه ایرلند در این منطقه بود. هنگامی‌که او بازداشت شد، از سوی سربازان شدیداً مورد ضرب و شتم قرار گرفت و پشتش ۴۷ کوک زده شد. میهان طبق قانون اختیارات ویژه بدون اتهام در زندان جاده کرملین زندانی گردید. در ۲ دسامبر ۱۹۷۱ او و دو زندانی دیگر ارتش جمهوری‌خواه ایرلند از جمله جو بی اوهاگان از زندان فرار کردند. آن‌ها خود را با روغن مسکه چرب کرده بودند تا گرم شوند. قبل از بالاشدن به دیوارهای زندان با استفاده از تناب‌های ساخته شده از تارپتوها و لحاف‌ها، مدت شش و نیم ساعت خود را در داخل منهول (چاهک) پنهان کردند.
میهان از راه مرز به دانداک در جمهوری ایرلند فرار کرد و در ۲۷ ژانویه سال ۱۹۷۲ پس از درگیری مسلحانه میان ارتش جمهوری‌خواه ایرلند و سربازان گارد سلطنتی اسکاتلندی دراگون (Royal Scots Dragoon Guards) سرانجام همراه با هفت عضوی دیگری ارتش جمهوری‌خواه ایرلند از سوی پلیس (گاردا) دستگیر شد. میهان در آن زمان خطاب به گزارشگران گفت «ما آن‌ها را زمین‌گیر کردیم. می‌توانستید صدای آن‌ها را از فرسنگ‌ها دور بشنوید». علی‌رغم شلیک ۴۵۰۰ گلوله، تنها تلفات این جنگ خوک یک دهقان بود؛ خوکی که برنده جایزه شده بود. اعضای ارتش جمهوری‌خواه ایرلند به دلیل حمل سلاح ضد تانک، یک میل کارابین و هفت میل تفنگ دستگیر شدند ولی در دادگاه که در ماه بعد برگزار شده بود، به‌خاطر نبود شواهد و مدارک برائت حاصل کردند.
میهان به ایرلند شمالی برگشت؛ منطقه‌ای که در ۹ اوت ۱۹۷۲ در آن دستگیر شده بود. او به دلیل فرار از توقیف قانونی متهم شناخته شد و در محاکمه‌اش به‌صورت با موفقیت استدلال کرد که طبق قانون اختیارات ویژه، یک سرباز بریتانیا صلاحیت دستگیری را ندارد و به همین دلیل او حق قانونی دارد تا فرار کند. به‌خاطر بازداشت غیرقانونی به مدت ۲۳ روز، ۸۰۰پوند به عنوان غرامت برایش پرداخت شد. پس از آن دولت نیز مجبور شد قانون اختیارات ویژه را تعدیل کند تا بتواند بازداشت سایر افراد را طبق قانون مشروع سازد. هنگامی‌که او به عنوان نخستین عضو ارتش موقت جمهوری‌خواه ایرلند بازداشت شد، به ۲۳ سال زندان محکوم به مجازات گردید. او در زندان لانگ کیش زندانی شد و در ۴ اکتبر ۱۹۷۴ از زندان آزاد شد. پس از آن‌که او از زندان رها شد بی‌درنگ بدون هیچ محاکمه‌ای دوباره به زندان افتاد و در ۵ دسامبر ۱۹۷۵ او آخرین زندانی بود که پس از لغو حبس آزاد گردید.

## حرفه سیاست‌مداری
میهان پس از این‌که از زندان آزاد شد به یکی از اعضای برجسته و مهمی حزب شین فین مبدل شد و در سمت اجرائیوی ملی یا شورای عالی (Ard Chomhairle) حزب ایفای وظیفه کرد. او همچنین رئیس سازمان «آزادی» بود؛ سازمانی که برای آزادی زندانیان شبه‌نظامی مبارزه می‌کرد. او در ۱۹۹۶ یکی از نامزدان ناموفق در انتخابات مجمع ایرلند شمالی در انتریم شرقی بود. میهان در انتخابات سال ۱۹۹۸ برای راه‌یابی به مجلس ایرلند شمالی در انتریم جنوبی خودش را نامزد کرد و ۳۲۲۶ رأی به‌دست‌آورد. علاوه براین، او برای رسیدن به عضویت مجلس عوام بریتانیا در انتخابات سال ۲۰۰۰ و انتخابات عمومی ۲۰۰۱ انگلستان از حوزه انتخاباتی انتریم جنوبی شرکت کرد که هر دوبار شکست خورد.

## مرگ
میهان در ۳ نوامبر ۲۰۰۷ پس از حمله قلبی در خانه‌اش درگذشت. جری کیلی، عضو حزب شین فین اظهار داشت که او «شوکه و غمگین شده‌است» و میهان «تمام زندگی‌اش را وقف خدمت برای هم آرمان‌هایش در جمهوری‌خواهی و هم برای مردم کرد».
او در قبرستان میل‌تاون در ۶ نوامبر ۲۰۰۷ به خاک سپرده شد؛ جری آدامز، مارتین مک‌گینس و شین کیلی تابوت او را حمل کردند.